# مسابقات باشگاهی قهرمانی آسیا ۱۹۷۱
مسابقات باشگاهی قهرمانی آسیا ١٩٧١ چهارمین دوره مسابقات باشگاهی قهرمانی آسیا که توسط کنفدراسیون فوتبال آسیا و به میزبانی کشور تایلند برگزار شد.

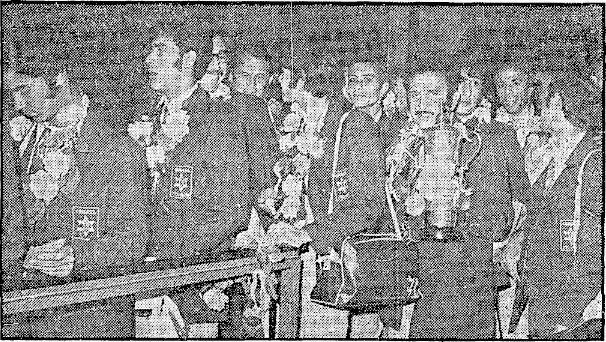
بازیکنان مکابی تل آویو با جام قهرمانی

تیم آلیات الشرطه بنا به دلایل سیاسی از دیدار با تیم مکابی تل آویو در فینال امتناع کرد و در نتیجه تیم مکابی تل آویو اسرائیل بدون بازی در فینال به دومین قهرمانی دست یافت.
همچنین تیم مکابی تل آویو اسرائیل بدون باخت قهرمان این دوره از مسابقات شد.

## مرور بازیها
در این دوره از مسابقات فوتبال باشگاههای آسیا بر خلاف قرار قبلی که می بایست نه تیم بازی‌ها را آغاز میکردند ، با غیبت تیم "جاردین هنگ‌کنگ" هشت تیم تاج ایران، آلیات الشرطه عراق، ارتش کره‌جنوبی، بانک بانکوک تایلند، العربی کویت، مکابی تل آویو، پراک مالزی و پنجاب هند از روز یکشنبه اول فروردین ۱۳۵۰ بازیها را آغاز کردند و مشکل بزرگ این دوره از مسابقات قرعه‌کشی بازیها بود که طبق قرعه‌کشی نخستین تیم تاج ایران مدافع عنوان قهرمانی و دو تیم ارتش کره جنوبی و مکابی تل آویو هر سه در یک گروه قرار داده شده بودند. با اعتراض تیمهای شرکت کننده قرعه‌کشی انجام شده نادیده گرفته و قرار بر این شد برای تعیین گروهها، مسابقات گروه‌بندی انجام شود در مسابقات گروه‌بندی نیز تیم مکابی تل آویو در برابر پلیس عراق قرار گرفت و بخاطر اعتراض عراقیها که حاضر به بازی در مقابل اسرائیل نبودند باز هم قرعه‌کشی بر هم خورد و سرانجام قرعه‌کشی دیگری برای مسابقات گروه‌بندی انجام گرفت.  

## تیم های حاضر در مسابقات
| تیم           | روش حضور                                   | حضور (آخرین) |
| ------------- | ------------------------------------------ | ------------ |
| تاج           | قهرمان جام منطقه‌ای ایران ۱۹۷۰              | ۲ (۱۹۷۰)     |
| مکابی تل آویو | قهرمان لیگ لئومیت ۷۰–۱۹۶۹                  | ۲ (۱۹۶۹)     |
| آلیات الشرطه  | قهرمان لیگ مرکزی عراق ۷۰-۱۹۶۹              | ۱            |
| العربی        | قهرمان لیگ برتر کویت ۷۰–۱۹۶۹               | ۱            |
| بانک بانکوک   | منتخب اتحادیه فوتبال تایلند                | ۳ (۱۹۶۹)     |
| ارتش          | قهرمان مسابقات قهرمانی ملی فوتبال کره ۱۹۷۰ | ۱            |
| پلیس پنجاب    | منتخب تمام فدراسیون فوتبال هند             | ۱            |
| پراک          | قهرمان جام مالزی ۱۹۷۰                      | ۲ (۱۹۶۹)     |
| جاردین        | قهرمان لیگ دسته اول هنگ کنگ ۷۰–۱۹۶۹        | –            |

- تیم جاردین هنگ کنگ از مسابقات انصراف داد.

## مرحله تعیین گروه‌بندی
| بازیها     | تیم برنده     | نتیجه | تیم بازنده |
| ---------- | ------------- | ----- | ---------- |
| بازی اول   | آلیات الشرطه  | ۳–۲   | تاج        |
| بازی دوم   | العربی        | ۸–۱   | پلیس پنجاب |
| بازی سوم   | بانک بانکوک   | ۲–۱   | ارتش       |
| بازی چهارم | مکابی تل آویو | ۱–۰   | پراک       |

منبع  
| تاج           | ۲–۳ | آلیات الشرطه |
| ------------- | --- | ------------ |
| مظلومی ۲۳،۸۱' |     |              |

## مرحله گروهی

### گروه A
| تیم    | بازی | برد | مساوی | باخت | گل‌زده | گل‌خورده | تفاضل‌گل | امتیاز |
| ------ | ---- | --- | ----- | ---- | ----- | ------- | ------- | ------ |
| تاج    | ۳    | ۲   | ۱     | ۰    | ۵     | ۱       | ۴+      | ۵      |
| ارتش   | ۳    | ۲   | ۰     | ۱    | ۵     | ۲       | ۳+      | ۴      |
| العربی | ۳    | ۱   | ۱     | ۱    | ۳     | ۱       | ۲+      | ۳      |
| پراک   | ۳    | ۰   | ۰     | ۳    | ۰     | ۹       | ۹-      | ۰      |

| العربی | ۳–۰ | پراک |
| ------ | --- | ---- |
|        |     |      |

| تاج            | ۲–۱ | ارتش |
| -------------- | --- | ---- |
| حاج‌قاسم ۴۳،۶۷' |     |      |

| ارتش | ۳–۰ | پراک |
| ---- | --- | ---- |
|      |     |      |

| تاج | ۰–۰ | العربی |
| --- | --- | ------ |
|     |     |        |

| تاج                                          | ۳–۰ | پراک |
| -------------------------------------------- | --- | ---- |
| مژدهی ۵۸' · لواسانی ۶۲' · وانگ ۶۶'(گل‌به‌خودی) |     |      |

| ارتش | ۱–۰ | العربی |
| ---- | --- | ------ |
|      |     |        |

### گروه B
| تیم           | بازی | برد | مساوی | باخت | گل‌زده | گل‌خورده | تفاضل‌گل | امتیاز |
| ------------- | ---- | --- | ----- | ---- | ----- | ------- | ------- | ------ |
| مکابی تل آویو | ۳    | ۳   | ۰     | ۰    | ۱۱    | ۲       | ۹+      | ۶      |
| آلیات الشرطه  | ۳    | ۲   | ۰     | ۱    | ۸     | ۴       | ۴+      | ۴      |
| بانک بانکوک   | ۳    | ۱   | ۰     | ۲    | ۳     | ۶       | ۳-      | ۲      |
| پلیس پنجاب    | ۳    | ۰   | ۰     | ۳    | ۲     | ۱۲      | ۱۰-     | ۰      |

| بانک بانکوک | ۲–۰ | پلیس پنجاب |
| ----------- | --- | ---------- |
|             |     |            |

| مکابی تل آویو | ۲–۰(۱) | آلیات الشرطه |
| ------------- | ------ | ------------ |
|               |        |              |

| مکابی تل آویو | ۴–۱ | پلیس پنجاب |
| ------------- | --- | ---------- |
|               |     |            |

| بانک بانکوک | ۰–۲ | آلیات الشرطه |
| ----------- | --- | ------------ |
|             |     |              |

| آلیات الشرطه | ۶–۱ | پلیس پنجاب |
| ------------ | --- | ---------- |
|              |     |            |

| بانک بانکوک | ۱–۴ | مکابی تل آویو |
| ----------- | --- | ------------- |
|             |     |               |

## مرحله حذفی

### نیمه نهایی
| تیم ۱         | نتیجه | تیم ۲        |
| ------------- | ----- | ------------ |
| تاج           | ۰–۲   | آلیات الشرطه |
| مکابی تل آویو | ۲–۰   | ارتش         |

| تاج | ۰–۲ | آلیات الشرطه |
| --- | --- | ------------ |
|     |     |              |

### رده‌بندی
| تیم ۱ | نتیجه | تیم ۲ |
| ----- | ----- | ----- |
| تاج   | ۳–۲   | ارتش  |

| تاج                                  | ۳–۲ | ارتش |
| ------------------------------------ | --- | ---- |
| حاج‌قاسم ۱۹' · مظلومی ۵۷' · جباری ۸۰' |     |      |

### فینال
| تیم ۱         | نتیجه  | تیم ۲        |
| ------------- | ------ | ------------ |
| مکابی تل آویو | ۲–۰(۱) | آلیات الشرطه |

| مکابی تل آویو | ۲–۰ | آلیات الشرطه |
| ------------- | --- | ------------ |
|               |     |              |

۱ آلیات الشرطه بنا به دلایل سیاسی از دیدار با تیم مکابی تل‌آویو در مرحله گروهی و فینال امتناع کرد.

## قهرمان
| قهرمان مسابقات باشگاهی قهرمانی آسیا ١٩٧١ |
| ---------------------------------------- |
| مکابی تل آویو                            |
| دومین قهرمانی                            |